# Aeneator prognaviter
Aeneator prognaviter is een soort in de klasse van de Gastropoda (Slakken).
Het dier komt uit het geslacht Aeneator en behoort tot de familie Buccinidae. Aeneator prognaviter werd in 2008 beschreven door Fraussen & Sellanes.